# Джаксън (окръг, Уисконсин)
Вижте пояснителната страница за други населени места с името Джаксън.
Окръг Джаксън (на английски: Jackson County) е окръг в щата Уисконсин, Съединени американски щати. Площта му е 2590 km², а населението - 21 145 души (1 април 2020). Административен център е град Блак Ривър Фолс.